# نادژدا تکاچنکو
نادژدا تکاچنکو (اوکراینی: Надія Володимирівна Ткаченко؛ زادهٔ ۱۹ سپتامبر ۱۹۴۸) ورزشکار پنج‌گانه زن اهل اتحاد جماهیر شوروی سوسیالیستی است.